# Toivo Maimets

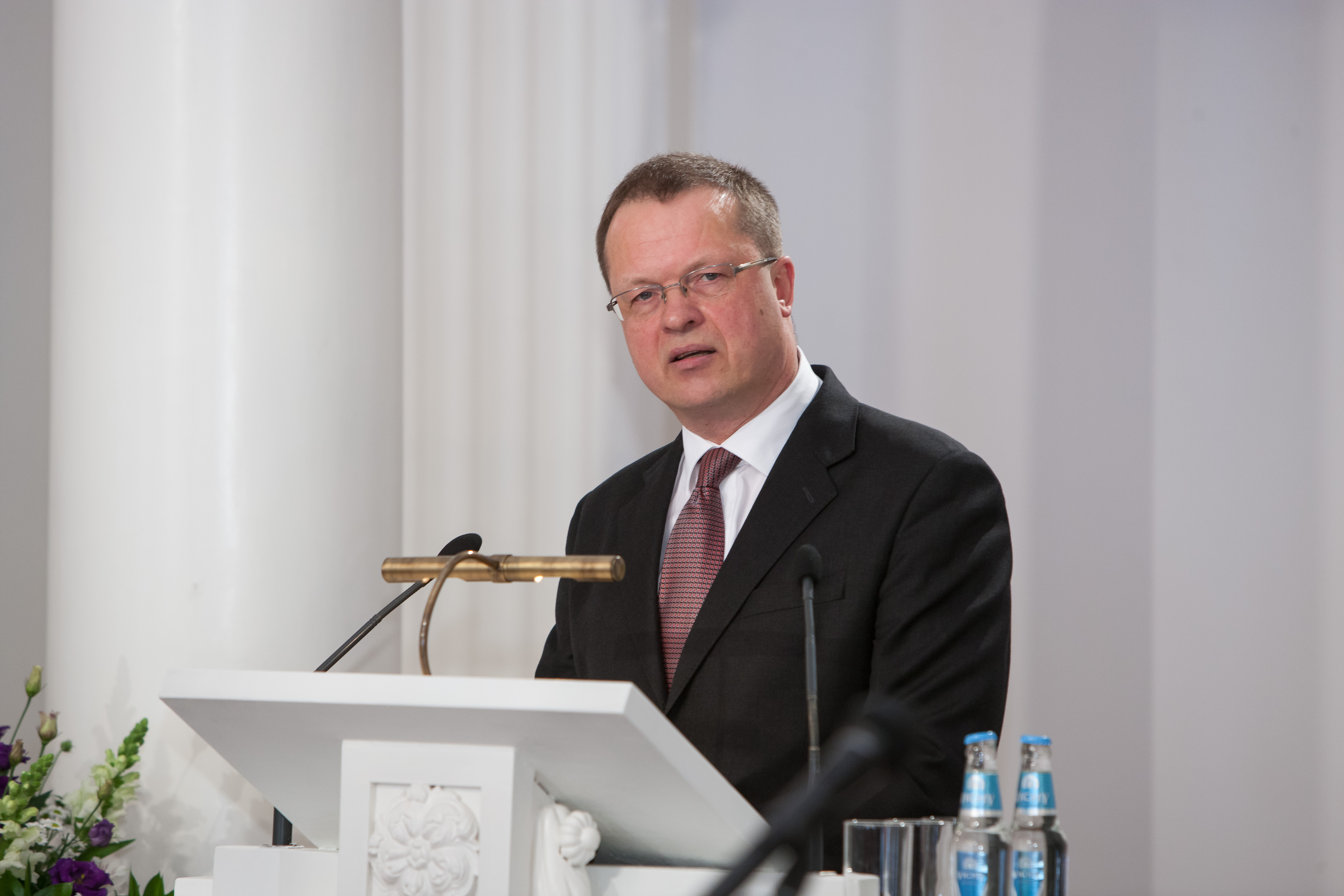
Toivo Maimets bei einer Rede in der Aula der Universität Tartu (2012)

Toivo Maimets (* 29. Dezember 1957 in Tartu) ist ein estnischer Biologe und Bildungspolitiker. Von April 2003 bis April 2005 war er Bildungsminister der Republik Estland im Kabinett von Ministerpräsident Juhan Parts. Er gehörte der konservativen Partei Res Publica an.

## Leben und Politik
Toivo Maimets wurde in der mittelestnischen Universitätsstadt Tartu geboren. Sein Vater Olev Maimets (1929–1996) unterrichtete an der dortigen Universität Anatomie.
Toivo Maimets schloss 1975 die Schule in Tartu ab. Anschließend studierte er an der Staatlichen Universität Tartu Biologie. 1980 schloss er sein Studium ab. 1984 wurde ihm an der Staatlichen Universität Moskau unter Leitung von Richard Villems der akademische Grad eines Kandidaten im Fach Molekularbiologie verliehen. Parallel arbeitete er von 1978 bis 1986 als wissenschaftlicher Mitarbeiter an der Universität. Von 1986 bis 1992 war er darüber hinaus Wissenschaftssekretär des Eesti Biokeskus. 1991 verteidigte er seine Dissertation an der Universität Tartu mit dem Titel „Studies of human oncoprotein p53“.
Ab 1992 lehrte Maimets als Professor für Zellbiologie an der Universität Tartu. Von 1993 bis 1995 war er Dekan der Fakultät für Biologie und Geographie und von 1995 bis 1998 Prorektor für Wissenschaft und Entwicklung. Von 1999 bis 2003 und ab 2008 leitete Maimets das Institut für Molukar- und Zellbiologie der Universität Tartu. Von 2001 bis 2007 leitete er das Spitzenzentrum für Gen- und Umwelttechnologie.
Vom 10. April 2003 bis zum 13. April 2005 war Maimets Bildungsminister der Republik Estland in der Koalitionsregierung seines Parteifreunds Ministerpräsident Juhan Parts. Von 2005 bis 2017 gehörte er dem Stadtrat von Tartu an.
2006/2007 war Maimets Gastprofessor an der Newcastle University in England. 2009 wurde er Vorsitzender des Ethikzentrums der Universität Tartu. Von 2004 bis 2011 war er Vizepräsident des Internationalen Bioethik-Komitees der UNESCO. Von 2006 bis 2012 war Maimets Mitglied des Aufsichtsrats des estnischen Wissenschaftsfonds, davon von 2009 bis 2012 dessen Vorsitzender.
Seit 2022 leitet er den Wissenschaftsrat der estnischen Regierung.

## Privatleben
Toivo Maimets ist verheiratet. Er hat zwei Söhne und eine Tochter. Seine Tochter Kaire Maimets (* 1977) ist eine bekannte estnische Semiotikerin und Musikwissenschaftlerin. Sein Bruder Matti Maimets (* 1956) ist Arzt am Klinikum der Universität Tartu.